# Институт филологии, иностранных языков и медиакоммуникации
Институт филологии, иностранных языков и медиакоммуникации — институт в составе ИГУ. Ранее Иркутский государственный педагогический институт иностранных языков (Ирку́тский госуда́рственный лингвисти́ческий университе́т), независимо существовавший с 1948 до 2014 года. С 2014 по 2016 год — Евразийский лингвистический институт в г. Иркутске — филиал Московского государственного лингвистического университета. В 2016 году научная школа, педагогический и студенческий состав вуза, а также историческое здание иняза в центре Иркутска приказом Минобрнауки № 726 от 17 июня 2016 г. были переданы в состав Иркутского государственного университета.

## История
В 1996 году Иркутский государственный педагогический институт иностранных языков имени Хо Ши Мина получил статус университета.
Официальной миссией университета являлась подготовка кадров высшего профессионального образования для Сибирского и Дальневосточного регионов России в области образования, межкультурных коммуникаций и проведении фундаментальных и прикладных научно-исследовательских работ, направленных на обеспечение межкультурного и межъязыкового диалога граждан России и стран Востока и Запада в условиях глобализирующегося мира.
В 2011 году вуз прошёл процедуру сертификации и подтвердил соответствие системы менеджмента качества требованиям МС ИСО 9001:2008, ГОСТ Р ИСО 9001-2008 в системах Русского Регистра, IQNet и ГОСТ Р.
В 2011 году в вузе создана кафедра профессионального мастерства, сотрудниками которой являются видные общественные деятели, успешные бизнесмены, профессиональные руководители, чьи знания и опыт внесут вклад в подготовку выпускников университета.
В 2014 году вуз официально стал филиалом Московского государственного лингвистического университета — Евразийским лингвистическим институтом.
В мае 2016 года единогласным решением учёного совета Московского государственного лингвистического университета филиал был ликвидирован.
В июне 2016 года приказом Минобранауки от 17 июня 2016 г. № 726 профессорско-преподавательский состав, студенческий состав и здания ИГЛУ были переданы Иркутскому государственному университету, который сохранил научную лингвистическую школу ИГЛУ во вновь созданном Институте филологии, иностранных языков и медиакоммуникации.

## Руководители
- 1948—1953 — Директор Демидов, Валентин Иванович.
- 1953—1959 - Ректор Дулов, Александр Иванович.
- 1959—1974 — Ректор Карпов, Николай Павлович.
- 1976—2001 — Ректор Тюкавкина, Эмма Павловна.
- 2001—2014 — Ректор Воскобойник, Григорий Дмитриевич.
- 2014—2016 — Директор Евразийского лингвистического института Каплуненко Александр Михайлович.
- 2016 — Директор Евразийского лингвистического института Музычук Татьяна Леонидовна.
- с 2016 по настоящее время — директор Института филологии, иностранных языков и медиакоммуникации — Ташлыкова Марина Борисовна.